# Histeria

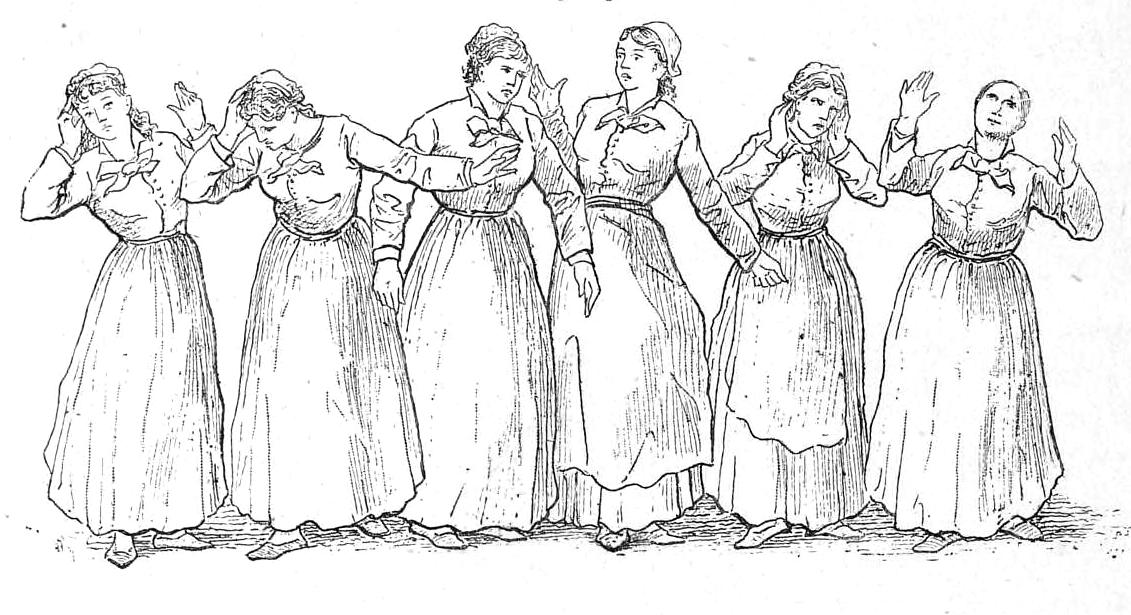
Ilustración de 1893 de una mujer con histeria

La histeria es un término que se usa coloquialmente para referirse a un exceso emocional ingobernable y puede referirse a un estado mental o emocional temporal. En el siglo XIX la histeria se consideraba una enfermedad física diagnosticable en la mujer. Se supone que la base para el diagnóstico operó bajo la creencia de que las mujeres están predispuestas a condiciones mentales y conductuales; una interpretación de las diferencias relacionadas con el sexo en las respuestas al estrés. En el siglo XX pasó a ser considerada una enfermedad mental. Muchas personas influyentes, como Sigmund Freud y Jean-Martin Charcot, dedicaron investigaciones a los pacientes con histeria.
Actualmente no se reconoce la histeria como una enfermedad y se considera que su diagnóstico se debió a un sesgo de género. El diagnóstico general de histeria se ha fragmentado en innumerables categorías médicas, como epilepsia, trastorno histriónico de la personalidad, trastorno de conversión, trastorno disociativo u otras afecciones médicas.

## Historia

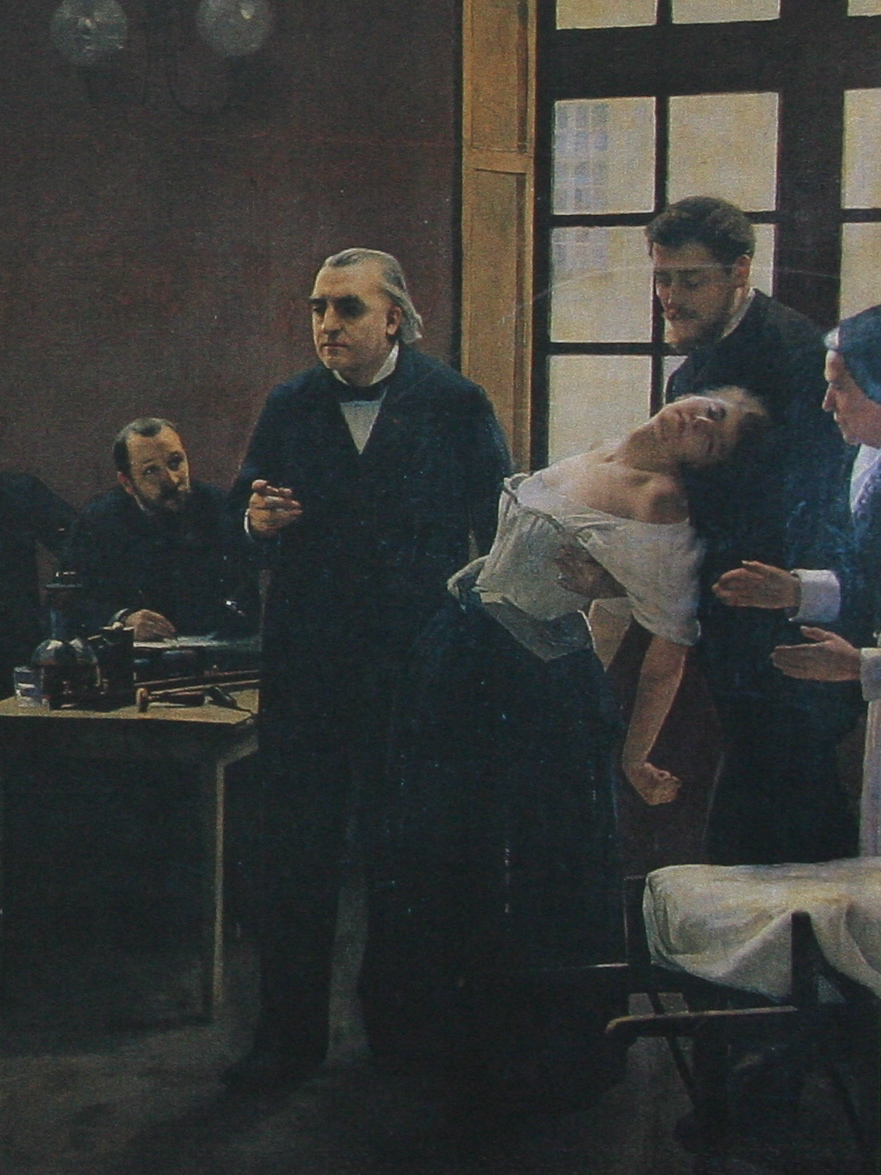
A lo largo de los siglos la histeria se ha atribuido a varias causas. En la actualidad se considera que su enfoque se debió a un sesgo de género y ha sido reemplazada por otros diagnósticos como los trastornos funcionales

La palabra histeria proviene de la palabra griega para útero, hystera. El registro más antiguo de histeria se remonta a 1900 a. C., cuando los egipcios registraron anormalidades de comportamiento en mujeres adultas en papiros médicos. Los egipcios atribuyeron las alteraciones del comportamiento a un útero que se había desplazado de su lugar, por lo tanto, más tarde se denominó histeria a la condición. Para tratar la histeria, los médicos egipcios recetaron varios medicamentos. Por ejemplo, los médicos colocaban sustancias de olor fuerte en las vulvas de las pacientes para alentar al útero a volver a su posición correcta. Otra táctica era oler o tragar hierbas desagradables para alentar al útero a regresar a la parte inferior del abdomen.
Los antiguos griegos aceptaron la explicación de los antiguos egipcios; sin embargo, incluyeron en su definición de histeria la incapacidad de tener hijos o la falta de matrimonio. Los antiguos romanos también atribuían la histeria a una anomalía en el útero; sin embargo, descartaron la explicación tradicional de un útero errante. En cambio, los antiguos romanos atribuyeron la histeria a una enfermedad del útero o a una interrupción en la reproducción (es decir, un aborto espontáneo, la menopausia, etc). Las teorías de la histeria de los antiguos egipcios, antiguos griegos y antiguos romanos fueron la base de la comprensión occidental de la histeria.
Sin embargo, entre los siglos V y XIII, la creciente influencia del cristianismo en el Occidente latino alteró la comprensión médica y pública de la histeria. Los escritos de Agustín de Hipona sugirieron que el sufrimiento humano era el resultado del pecado, por lo que la histeria se percibió como una posesión demoníaca. Con el cambio en la percepción de la histeria vino un cambio en las opciones de tratamiento. En lugar de admitir pacientes en un hospital, la iglesia comenzó a tratar a los pacientes a través de oraciones, amuletos y exorcismos. Además, durante el Renacimiento muchas pacientes fueron procesadas como brujas y sometidas a interrogatorios, torturas y ejecuciones.
Sin embargo, durante los siglos XVI y XVII, activistas y académicos trabajaron para cambiar la percepción de la histeria de nuevo a una condición médica. En particular, el médico francés Charles Lepois insistió en que la histeria era una enfermedad del cerebro. Además, en 1697, el médico inglés Thomas Sydenham teorizó que la histeria era una condición emocional, en lugar de una condición física. Muchos médicos siguieron el ejemplo de Lepois y Sydenham y la histeria se desvinculó del alma y el útero. Durante este período de tiempo, la ciencia comenzó a focalizar la histeria en el sistema nervioso central. A medida que los médicos desarrollaron una mayor comprensión del sistema nervioso humano, se creó el modelo neurológico de la histeria, que impulsó aún más la concepción de la histeria como un trastorno mental.
En 1859, Paul Briquet definió la histeria como un síndrome crónico que se manifiesta en muchos síntomas inexplicables en todos los sistemas de órganos del cuerpo. Lo que describió Briquet se conoció como síndrome de Briquet, o trastornos de somatización, en 1971. Durante un período de diez años, Briquet realizó 430 estudios de casos de pacientes con histeria. Siguiendo a Briquet, Jean-Martin Charcot estudió a mujeres en un asilo en Francia y utilizó la hipnosis como tratamiento. También fue mentor de Pierre Janet, otro psicólogo francés, que estudió en profundidad cinco de los síntomas de la histeria (anestesia, amnesia, abulia, enfermedades del control motor y cambio de carácter) y propuso que los síntomas de la histeria ocurrían debido a un lapso de conciencia. Tanto Charcot como Janet inspiraron el trabajo de Freud. Freud teorizó que la histeria se derivaba del abuso o la represión sexual infantil, y también fue uno de los primeros en aplicar la histeria a los hombres.
Durante el siglo XX, a medida que la psiquiatría avanzaba en Occidente, los diagnósticos de ansiedad y depresión comenzaron a reemplazar a los diagnósticos de histeria en los países occidentales. Por ejemplo, de 1949 a 1978, las admisiones anuales de pacientes con histeria en Inglaterra y Gales se redujeron en aproximadamente dos tercios. Con la disminución de los pacientes con histeria en las culturas occidentales, se produjo un aumento de los pacientes con ansiedad y depresión. Las teorías de por qué los diagnósticos de histeria comenzaron a disminuir varían, pero muchos historiadores infieren que la Segunda Guerra Mundial, la occidentalización y la migración cambiaron las expectativas occidentales de salud mental. Las sociedades occidentales del siglo XX esperaban que la depresión y la ansiedad se manifestaran más en las generaciones posteriores a la Segunda Guerra Mundial y en las personas desplazadas; y por lo tanto, los individuos informaron o fueron diagnosticados en consecuencia. Además, los avances médicos explicaron dolencias que antes se atribuían a la histeria como la epilepsia o la infertilidad.

## Percepciones modernas
En 1980, la Asociación Estadounidense de Psiquiatría eliminó la histeria de su Manual diagnóstico y estadístico de trastornos mentales (DSM).
En la actualidad se considera que los diagnósticos de histeria se debieron a un sesgo de género. Este estaba basado en el imaginario médico según el cual el útero debilitaba las funciones mentales de las mujeres.
La histeria ha sido reemplazada por otros diagnósticos como los trastornos funcionales. Los efectos de la histeria como enfermedad diagnosticable en los siglos XVIII y XIX han tenido un efecto duradero en el tratamiento médico de la salud de la mujer.